# 戯志才
戯 志才（ぎ しさい、生没年不詳）は、中国後漢末期の人物。豫州潁川郡の出身。

## 生涯
世俗に背を向けた生き方をしていたが、荀彧によって曹操に策謀の士として推挙される。曹操からもその才能を重んじられていたが、早逝した。
彼の死後、曹操は荀彧に「戯志才が亡くなり、計略を相談できる者がいなくなった。元より汝南・潁川は優れた人物の多い地だが、誰か彼の後を継げる者はいないだろうか」と手紙を送り、新たに荀彧の推挙を受けた郭嘉がその後を継いだ。
小説『三国志演義』には登場しない。